# Відкритий чемпіонат Австралії з тенісу 1978
Відкритий чемпіонат Австралії з тенісу 1978 — тенісний турнір, що проходив між 25 грудня та 3 січня 1978 року на трав'яних кортах стадіону Куйонг у Мельбурні, Австралія. Це був 67-ий чемпіонат Австралії з тенісу і четвертий турнір Великого шолома в 1978 році.

## Результати фінальних матчів

### Дорослі
| Одиночний розряд. Чоловіки Детальніше                        |                         |                    |
| Гільєрмо Вілас                                               | Джон Маркс              | 6–4, 6–4, 3–6, 6–3 |
|                                                              |                         |                    |
| Одиночний розряд. Жінки Детальніше                           |                         |                    |
| Кріс О'Ніл                                                   | Бетсі Нагельсен         | 6–3, 7–6(7–3)      |
|                                                              |                         |                    |
| Парний розряд. Чоловіки Детальніше                           |                         |                    |
| Войцек Фібак Кім Ворвік                                      | Пол Кронк Кліфф Летчер  | 7–6, 7–5           |
|                                                              |                         |                    |
| Парний розряд. Жінки Детальніше                              |                         |                    |
| Бетсі Нагельсен Рената Томанова                              | Сато Наоко Пем Віткросс | 7–5, 6–2           |
|                                                              |                         |                    |
| Мікст                                                        |                         |                    |
| Змагання в цій катерогії не проводилися між 1970-м та 1985-м |                         |                    |
|                                                              |                         |                    |

## Виноски
1. ↑  1978 Men's Singles. Tennis Australia. Архів оригіналу за 29 січня 2011. Процитовано 24 липня 2018.
2. ↑  1978 Women's Singles. Tennis Australia. Архів оригіналу за 29 січня 2011. Процитовано 24 липня 2018.
3. ↑  1978 Men's Doubles. Tennis Australia. Архів оригіналу за 17 січня 2013. Процитовано 24 липня 2018.
4. ↑  1978 Women's Doubles. Tennis Australia. Архів оригіналу за 17 січня 2013. Процитовано 24 липня 2018.